# Galen
Galen é uma comunidade não incorporada no condado de  Deer Lodge, estado de Montana, nos Estados Unidos, A comunidade fica próxima da prisão estadual do Montana, a  Montana State Prison e na comunidade fica um centro de reintegração de jovens delinquentes, o Reintegrating Youthful Offenders Correctional Facility.